# Rue du Pot d'Or
La rue du Pot d'Or est une rue piétonne du centre de Liège reliant le boulevard de la Sauvenière à la rue Pont d'Île, rue des Dominicains et Vinâve d'Île.

## Toponymie
Le nom de la rue trouve son origine dans une enseigne du no 22 sise à l'angle de la rue Saint-Adalbert qui préexistait à la destruction de la ville par Charles le Téméraire en 1468. La maison actuelle du XVIIIe siècle a remplacé celle où habitait le bourgmestre Sébastien La Ruelle. L'enseigne avait été supprimée, elle a été reconstituée lors de la restauration de la maison.

## Historique
Jusqu'au XIIIe siècle, un lavoir, installé au bord du canal de la Sauvenière, donne le nom à la rue qui y mène. Il s'agit d'abord de la Grand rue qui va du Pont d'Île au Lavoir, qui devient, plus simplement la rue du Lavoir ou rue du Laveur,. Ce lavoir est acquis en 1255 par l'abbaye du Val Saint-Lambert qui y installe un refuge. Un arvô, passage vouté sous le bâtiment, est alors le seul accès aux abords du canal de la Sauvenière,. 

## Description
Dans la 2e moitié du XIXe siècle, du côté du carrefour des rues des Célestines et Tête-de-Bœuf, la rue est percée pour rejoindre le boulevard de la Sauvenière Dans les années 1970, la rue est aménagée en zone piétonne.
La rue, artère principale du Carré, est prolongée par la rue Pont d'Île aboutissant à la place de la République française.

## Patrimoine
- no 22 : maison du milieu du XVIIIe siècle sise à l'angle de la rue Saint-Adalbert, citée sous la dénomination du Pot d'Or au XVe siècle. L'enseigne en pierre sculptée est insérée dans le claveau central de la porte d'entrée. Depuis quelques siècles, elle a donné son nom à la rue.
- no 43 : maison de la première moitié du XVIIe siècle classée au patrimoine immobilier de la Région wallonne[6]. Elle fut un refuge de l'abbaye du Val-Benoît[7].
- no 45 : le bâtiment était un refuge du Val Saint-Lambert. Lors du percement de la rue, il fut en partie détruit et reconstruit. Au rez-de-chaussée, un chapiteau sculpté date du Moyen Âge[8].

## Voies adjacentes
Du boulevard de la Sauvenière à la rue Pont d'Île :
- Rue des Célestines
- Rue Tête-de-Bœuf
- Rue Saint-Jean-en-Isle
- Rue d'Amay
- Rue Saint-Adalbert
- Rue du Mouton Blanc
- Bergerue
- Rue des Dominicains
- Vinâve d'Île